# Ultrasaurus
Cet article possède un paronyme, voir Ultrasauros.
Genre
Ultrasaurus (ultra : exagéré ou tout simplement, reptile trop grand) est un genre éteint considéré comme synonyme ou invalide du genre Supersaurus.
À la découverte en 1979 par Jim Jensen des restes d'un membre antérieur d'un dinosaure énorme en Amérique du Nord dans le Colorado, les scientifiques ont pensé avoir trouvé une nouvelle espèce de dinosaure, mais de nos jours de nouvelles découvertes mettent en doute l'existence de cet Ultrasaurus.
Il fut renommé Ultrasauros avant d'avoir son nom définitif de Supersaurus,.

## Liste des familles desauropodes
- Brachiosauridés
- Camarasauridés
- Diplodocidés
- Titanosauridés